# Andrea Garae
Andrea Garae (28 juni 1973) is een atleet uit Vanuatu.
Op de Olympische Zomerspelen 1992 in Barcelona nam Garae deel aan de 800 meter.
- World Athletics: 14555788